# ていれぎの里
ていれぎの里（ていれぎのさと）は、愛媛県西条市にあった「水」をテーマにした資料館・テーマパーク。1987年（昭和62年）3月にファームの社長の久門渡が設立した。

## 概要
愛媛県西条市の国道11号が加茂川を渡る加茂川橋の東側近くにあった。
「ていれぎ」は、食用にもなる水草で、和名オオバタネツケバナの松山地方での方言名である。松山市指定天然記念物で清流にしか育たないとされる。
オープン10年後の1997年当時の入場者は年間70万人。バーベキューコーナーはジンギスカン料理がメインであったが、併設される他のレストランでは、だんじり御膳やシーフードミックスなども用意された。西条の「うちぬきの水」を使って建てる抹茶は人気商品だった。入場料や駐車場料金は無料。久門が投資した資金額も少なく、当初から採算度外視として「地域復興の一環」だと思って建設したといわれる。1998年以前に閉鎖された。